# Gioia del Colle rosato
Il Gioia del Colle rosato è un vino DOC la cui produzione è consentita nella città metropolitana di Bari.

## Caratteristiche organolettiche
- colore: rubino delicato.
- odore: lievemente vinoso, con profumo caratteristico di fruttato se giovane.
- sapore: asciutto, fresco, armonico, gradevole.

## Produzione
Provincia, stagione, volume in ettolitri
- Bari  (1994/95)  195,0
- Bari  (1995/96)  195,0